# Мусоросжигательный завод Шпиттелау
Мусоросжигательный завод Шпиттелау (нем. Müllverbrennungsanlage Spittelau) — мусоросжигательный завод в столице Австрии Вене. Расположен в центральном районе Альзергрунд, непосредственно рядом с пересадочной станцией Шпиттелау Венского метрополитена и одноимённой станцией венской S-Bahn. Работает с 1971 года, последнюю реконструкцию прошёл в 2012-2015 годах. Снабжает теплом и электроэнергией центр Вены. Управляется компанией Wien Energie. Благодаря оригинальному оформлению, созданном художником Фриденсрайхом Хундертвассером, завод стал одной из достопримечательностей австрийской столицы.

## Старый завод
Мусоросжигательный завод Шпиттелау было решено расположить на берегу Дунайского канала в Альзергрунде — девятом и одном из центральных районов Вены. Завод создавался для решения двух принципиальных задач: питания системы централизованного теплоснабжения и утилизации мусора там, где он возникал, без транспортировки отходов мусоровозами через весь город. 
МСЗ строился с 1969 по 1971 год по проекту архитектора Йозефа Беквара (нем. Josef Becvar) и инженера-строителя Адольфа Люкеля (нем. Adolf Lukele). Беквар до того уже успел построить один мусоросжигательный завод в Вене — 
Флётцерштайг (1963). Генеральным подрядчиком стала фирма Simmering-Graz-Pauker AG, оборудование для мусоросжигания поставила фирма Martin из Мюнхена. ТЭЦ вводилась в эксплуатацию поэтапно, начиная с октября 1970 года. Мусоросжигательный завод заработал в июне 1971 года и был рассчитан на переработку 17 тонн мусора в час. Первым потребителем теплоснабжения стали новый комплекс Венского клинического госпиталя, расположенный в двух километрах, бани Дианабад и Йогербад, студенческие общежития в Дёблинге и жилые дома.

## Реконструкция Хундертвассера
После масштабного пожара 15 мая 1987 года, возникшего по вине строительной компании, встал вопрос о реконструкции завода. Политическая оппозиция в муниципальном совете неоднократно требовала его закрытия, но перенос завода на новое место не рассматривался из-за крайне высоких расходов. Ремонтные работы завершились в мае 1989. Проект нового здания разработал австрийский архитектор Петер Пеликан в сотрудничестве с Александром Марчартом, Роландом Мёбиусом и инженерной компанией Waagner-Biro. Венский мэр Гельмут Цильк хотел, чтобы обновлённый Шпиттелау устанавливал новые стандарты в области охраны окружающей среды и был украшением города. С этой целью он попробовал привлечь к проекту венского художника и архитектора Фриденсрайха Хундертвассера.
Эколог Хундертвассер сразу же отказался, но после уговоров согласился с тем условием, что завод будет оборудован самым современным оборудованием, которое сведёт к минимуму вред от мусоросжигания. Хундертвассер асимметрично расположил окна на «шахматном» оштукатуренном фасаде и произвольно разбросал декоративные элементы-фрески из битой плитки. По его замыслу плоскость фасадов делят синие декоративные трубы с золотыми навершиями, обыгрывающие доминанту завода — центральный дымоход с огромным золотистым шаром (ширина 20,2 метра, высота 17,8 метра, вес 113 тонн, поверхность 1,1 тыс. м²), облицованный эмалевыми плитками. Работа с фасадами шла в 1989-1990 годах, золотой шар был поднят 16 июля 1991 года. 2 декабря 1992 года завод торжественно открылся. В 1993 году на шаре установили декоративную подсветку. Работы над обликом здания обошлись в 88 миллионов австрийских шиллингов. Новая система очистки газов обошлась в 520 миллионов шиллингов: в дополнение к уже имеющимся электростатическим фильтрам (1971) и мокрым скрубберам (1986) добавились установки денитрификации и уничтожения диоксинов (1989). Завод повторно был введён в эксплуатацию 23 ноября 1991 года.
Оформление Шпиттелау получило развитие через 10 лет в Японии. Так как Осака претендовала на статус столицы Летних Олимпийских игр 2008 года, городские власти решили художественно оформить мусоросжигательный завод на искусственном острове Майшима, где также располагались спортивные сооружения. Проект Хундертвассера по оформлению завода, сжигающего четверть городского мусора, был реализован в 1997-2001 и развивал идеи, впервые опробованные на заводе Шпиттелау.

## Реконструкция в 2010-х
С 2012 по 2015 год Шпиттелау был полностью реконструирован, исходя из современных требований к энергетической утилизации отходов. В ходе модернизации были обновлены установки мусоросжигания, заменена установка нейтрализации NOx, заменены старые фильтры. Кроме того, была установлена новая преобразовательная станция для отвода тепла, заменена старая турбина новым генератором, установлена новая система дегазации и новая водно-паровая система. КПД вырос с 70 до 76%, выработка электроэнергии выросла в три раза. После реконструкции Шпиттелау является вторым по величине производственным центром в сети электроснабжения в Вене после электростанции Зиммеринг. Завод интегрирован в городскую систему теплоснабжения и штатно производит 60 МВт тепловой энергии. На случай пикового потребления установлены 5 дополнительных газовых и газо-масляных турбин, способных выдать ещё 400 МВт энергии. Среднегодовая выработка энергии — 120 ГВт⋅ч электричества и 500 ГВт⋅ч тепла — позволяет снабжать отоплением 60 тыс. венских домохозяйств и ещё 50 тыс. домохозяйств обеспечивать электроэнергией (до реконструкции — 16 тыс.). Также завод поддерживает систему кондиционирования расположенных недалеко Венского университета и клинического госпиталя (центральная холодильная установка общей охлаждающей способностью 17 МВт была установлена в 2009 году).
На Шпиттелау утилизируют до 250 тыс. тонн мусора в год, около трети городских отходов. Горячие газы проходят тканевый фильтр с активированным углём, затем очищаются в мокром скруббере, на следующем этапе происходит денитрификация и уничтожение диоксинов. В золотом шаре на трубе размещены измерительная станция для анализа дымовых газов. После сжигания остаётся 60 тыс. тонн золы (1,6% от общей массы мусора), шлака (22%) и фильтрационного осадка (0,1%). Шлак и зола захораниваются на полигоне Раутенвег (нем. Rautenweg) в венском районе Донауштадт, фильтрационный осадок отправляется в подземное хранилище в Германии.